# Opus Dei (album)
Opus Dei je tretji studijski album skupine Laibach, izdan leta 1987. Pozornost, ki jo je albumu namenil MTV, je pripeljal do prve turneje skupine po vsem svetu. 
Leta 2012 je bil album v časopisu Dnevnik uvrščen na seznam najboljših slovenskih albumov. Leta 2009 je Classic Rock Magazine, ena od najvplivnejših britanskih revij za rock glasbo, objavila izbor najboljših oziroma najpomembnejših plošč vseh časov in v rubriki ‘albumov industrijskega rocka za poznavalce’ je Opus Dei na drugem mestu; po izboru kritikov z vsega sveta je bil uvrščen tudi v antologijo najboljših albumov vseh časov (1001 Albums You Must Hear Before You Die, Cassell Illustrated, 2005).

## Glasba
Na albumu so pesmi »Geburt einer Nation« (»Rojstvo naroda«, po ameriškem filmu "Birth of a nation"), ki je priredba pesmi »One Vision« skupine Queen v nemščini, ter dve priredbi hit singla »Live Is Life« avstrijske skupine Opus: v nemški verziji z naslovom »Leben heißt Leben« oziroma v angleški »Opus Dei« oz. "Life is life". Skladba »The Great Seal« je državna himna Države NSK, besedilo pa je prevzeto iz Churchillovega govora »We shall fight on the beaches«. Pesem se v drugem aranžmaju pojavi tudi na albumu Volk, pod naslovom »NSK«. Na albumu Volk imajo avtorske pravice do pesmi skupina Laibach in Slavko Avsenik, ml., ki je glavni aranžer albuma Opus Dei, kitarist pa je bil Oto Rimele. Gostujoči pevec pri obeh verzijah hita "Life Is Life" s te plošče je Vasja Ulrih.   
Obstajata še dve povezavi z albumom A Kind of Magic skupine Queen. Čeprav je bobenski loop na »Trans-National« skoraj identičen tistemu v pesmi »Don't Lose Your Head« skupine Queen, je v resnici sestavjena iz samplov iz uvodne teme filma Bitka na Neretvi skladatelja Bernarda Herrmanna. Elementi skladbe »How the West Was Won« (specifično ritem in harmonizirane kitare) so navdih črpali v pesmi »Gimme the Prize« skupine Queen.
»Leben - Tod« je priredba pesmi na zahod izgnanega (vzhodno-zahodno) nemškega kantavtorja Wolfa Biermana, v skladbi FIAT pa so uporabili tekst profašističnega ameriškega pesnika Ezre Pounda.

## Seznam pesmi
1. »Leben heißt Leben« (Live Is Life) (Opus) – 5:28
2. »Geburt einer Nation« (Rojstvo naroda) (Queen) – 4:22
3. »Leben - Tod« (Življenje - smrt) (Laibach) – 3:58
4. »F.I.A.T.« (Laibach) – 5:13
5. »Opus Dei« (Opus) – 5:04
6. »Trans-National« (Laibach) – 4:28
7. »How the West Was Won« (Laibach) – 4:26
8. »The Great Seal« (Laibach) – 4:16

+ Na CD izdajah so bile vključene še 4 pesmi z albuma Krst pod Triglavom-Baptism:
1. »Herz-Felde« (Laibach) – 4:46
2. »Jägerspiel« (Lovska igra) (Laibach) – 7:23
3. »Koža« (Laibach) – 3:51
4. »Krst« (Laibach) – 5:39